# Wilhelm Weule

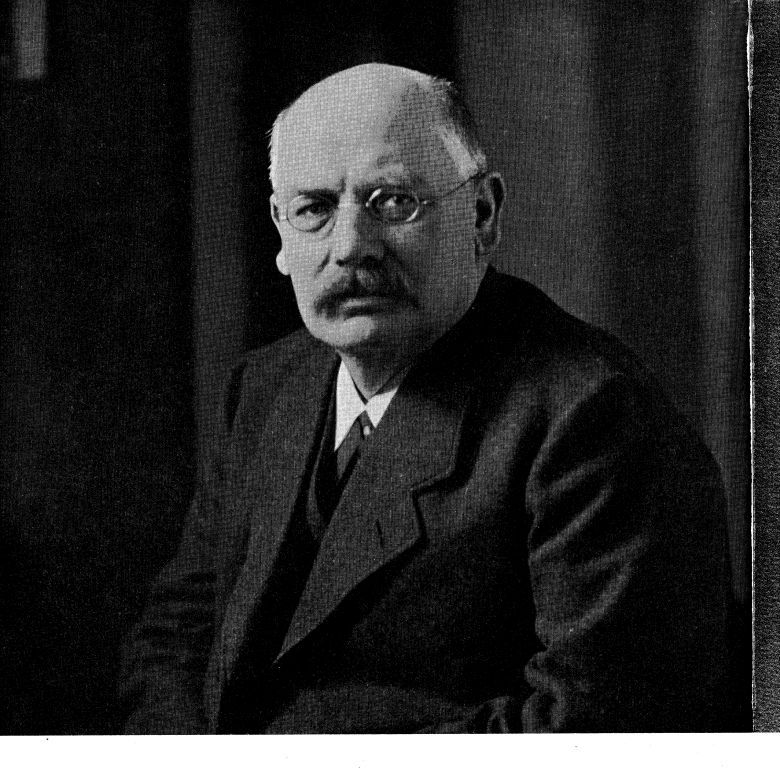
Der Firmengründer Wilhelm Weule

Wilhelm Weule ist der Name einer Firma, die am 1. April 1896 in Goslar gegründet wurde und optische Bauelemente herstellt. 

## Geschichte
Gegründet wurde die Firma von Wilhelm Weule, einem Sohn Johann Friedrich Weules aus Bockenem. Ziel der Produktion war die Fertigung von Optiken für die Befeuerung von Leuchttürmen an der deutschen Nord- und Ostseeküste. Schon im Herbst 1896 konnten die ersten geschliffenen Linsen und Schiffspositionslaternen ausgeliefert werden.
Auf der Weltausstellung 1900 in Paris konnte Wilhelm Weule seine Produkte erstmals einer breiten Öffentlichkeit vorstellen. Am Quai d’Orsay präsentierte Wilhelm Weule optische Linsen, Fresnellinsen für Schiffspositionslaternen und Leuchtfeuer. Hierfür erhielt er die Silbermedaille der Weltausstellung.
1901 erwarb Wilhelm Weule ein parkähnliches Fabrikgelände vor den Toren Goslars. Die dort vorhandenen Gebäude wurden den Notwendigkeiten einer Glasschleiferei angepasst. Wichtig dabei war die Nutzung der vorhandenen Wasserkraft mit Turbinen und Wasserrädern. Diese Gebäude gehören noch heute zu den Betriebsräumen. Bald danach wurde eine mechanische Werkstatt eingerichtet, in der Maschinen zum Glasschleifen entstanden. 1910 wurden ein neues Maschinenhaus und ein neuer Schleifsaal für größere Glasringe in Betrieb genommen.
Anfang des 20. Jahrhunderts war vor allem die Zusammenarbeit zwischen Wilhelm Weule und Walter Körte von entscheidender Bedeutung für das Unternehmen. Körte bezog im Auftrag des preußischen Staates immer wieder Optiken der Firma Wilhelm Weule, so zum Beispiel die Optik für den Leuchtturm Greifswalder Oie mit einer Brennweite von 900 mm. Dieses Leuchtfeuer ist die größte in Deutschland für einen deutschen Leuchtturm je hergestellte Optik.
1937 war Gerhard Weule, der Sohn Wilhelm Weules, als Industrievertreter Teilnehmer der dritten zwischenstaatlichen Zusammenkunft der Leiter der Seezeichenverwaltung in Berlin. Auf dieser Konferenz wurden Normen und Richtlinien für das Seezeichenwesen entwickelt und beschlossen.
Nach 1945 wurden immer weniger Leuchtfeueroptiken hergestellt und Wilhelm Weule verlagerte seine Fertigung auf neue Produktionsfelder. Die Herstellung von Hohlspiegeln gewann immer größere Bedeutung. Des Weiteren konnte im Bereich der Signaltechnik für die Eisenbahn ein weiteres Geschäftsfeld eröffnet werden. Der Bedarf an asphärischen Linsen konnte von Wilhelm Weule gedeckt werden.
Heute produziert Wilhelm Weule Spiegel und Linsen für unterschiedlichste Anwendungen. Die Kombination von zwei unterschiedlichen Hohlspiegeln ist im Bereich der Kinoprojektoren Stand der Technik und wird von Wilhelm Weule so produziert. In Kooperation mit Forschungseinrichtungen werden Lösungen für optische Problemstellungen entwickelt. Der Sonnenofen des Deutschen Zentrums für Luft- und Raumfahrt in Köln wurde mit Spiegeln der Firma Wilhelm Weule ausgerüstet.

## Bilder

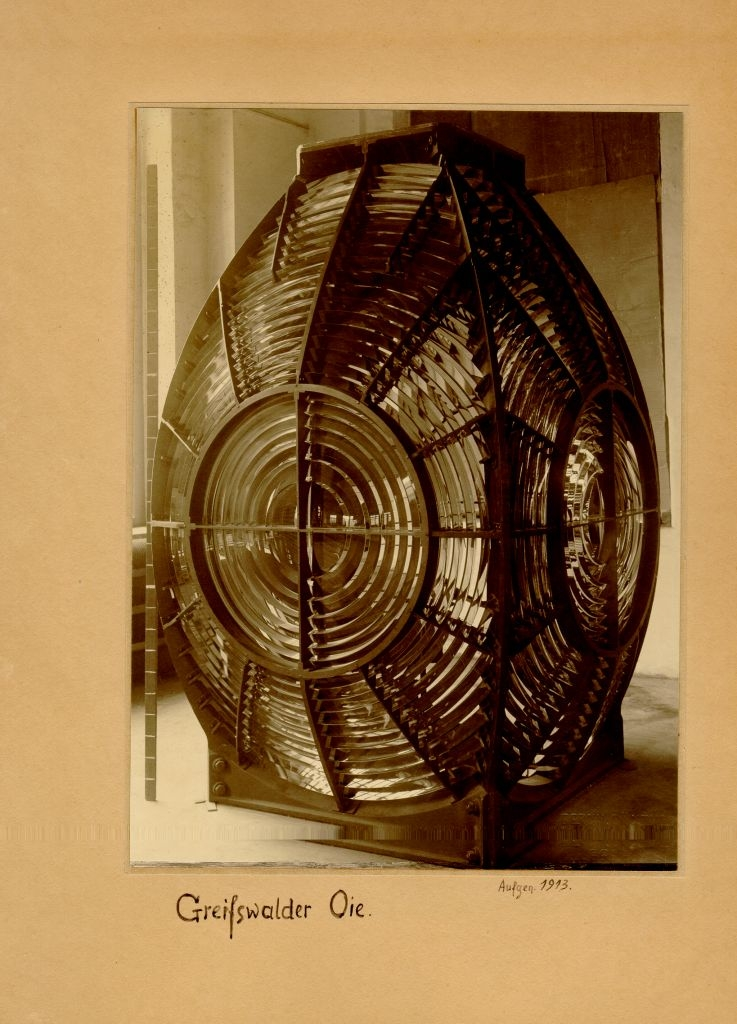
900-mm-Optik der Greifswalder Oie
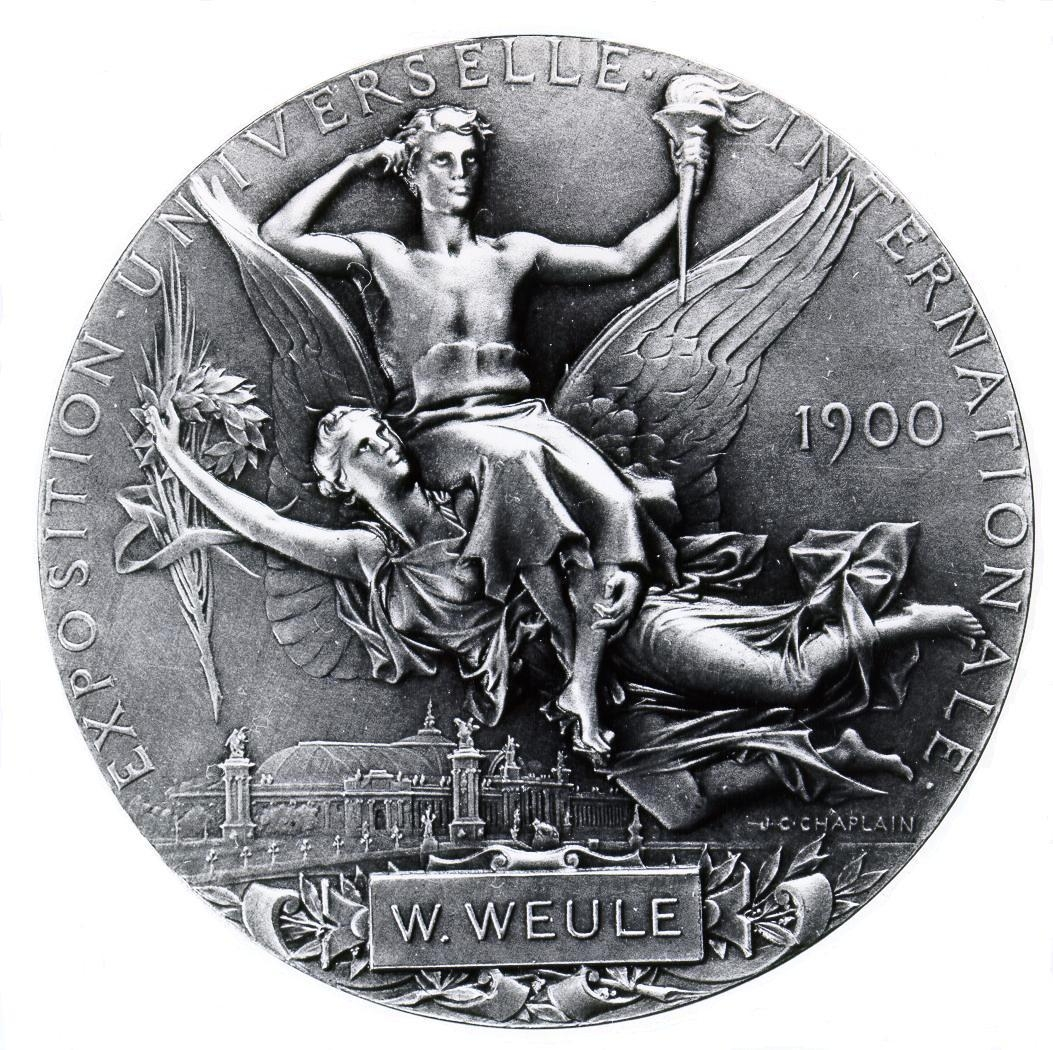
Silbermedaille der Weltausstellung 1900
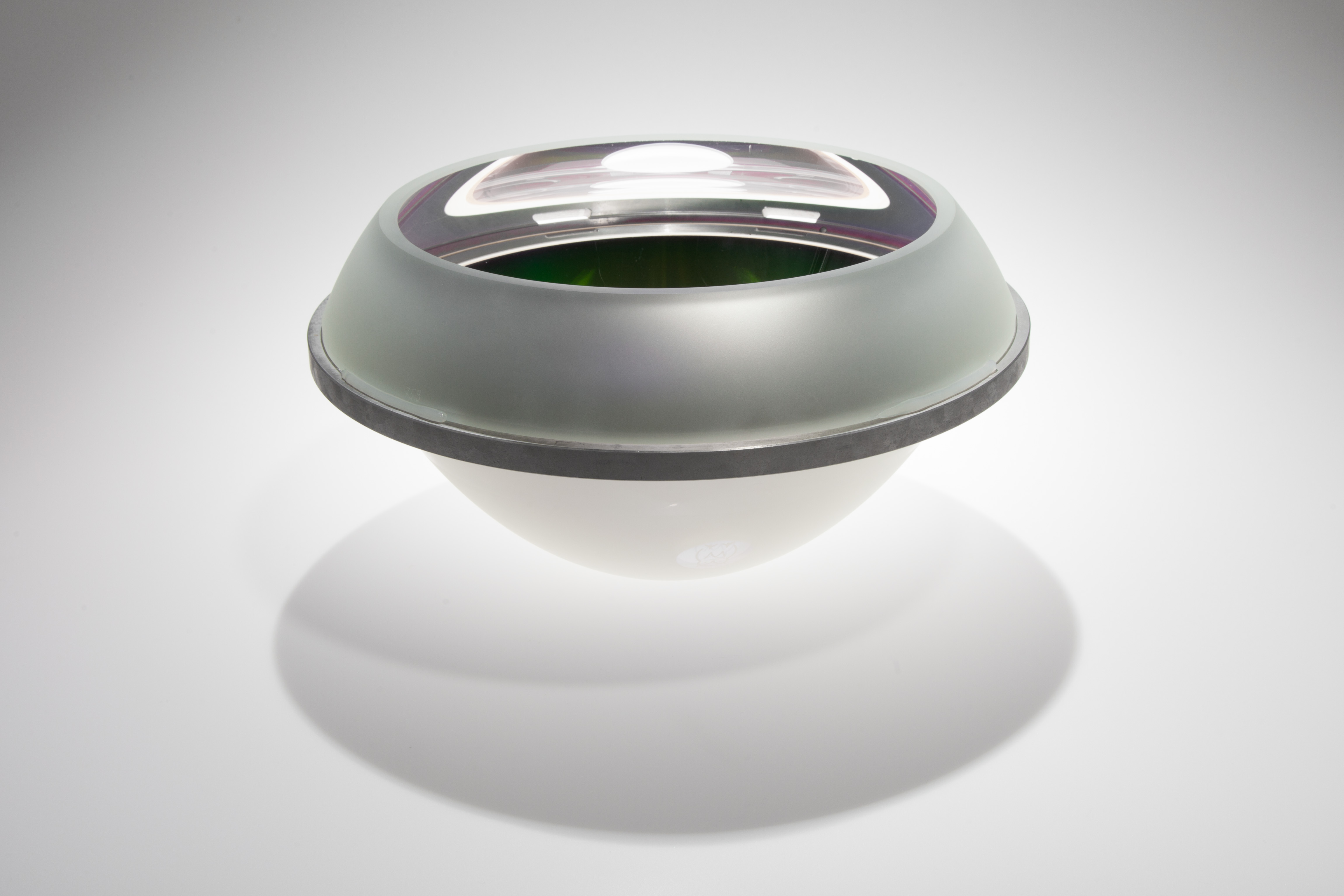
Spiegelsystem für Kinoprojektoren
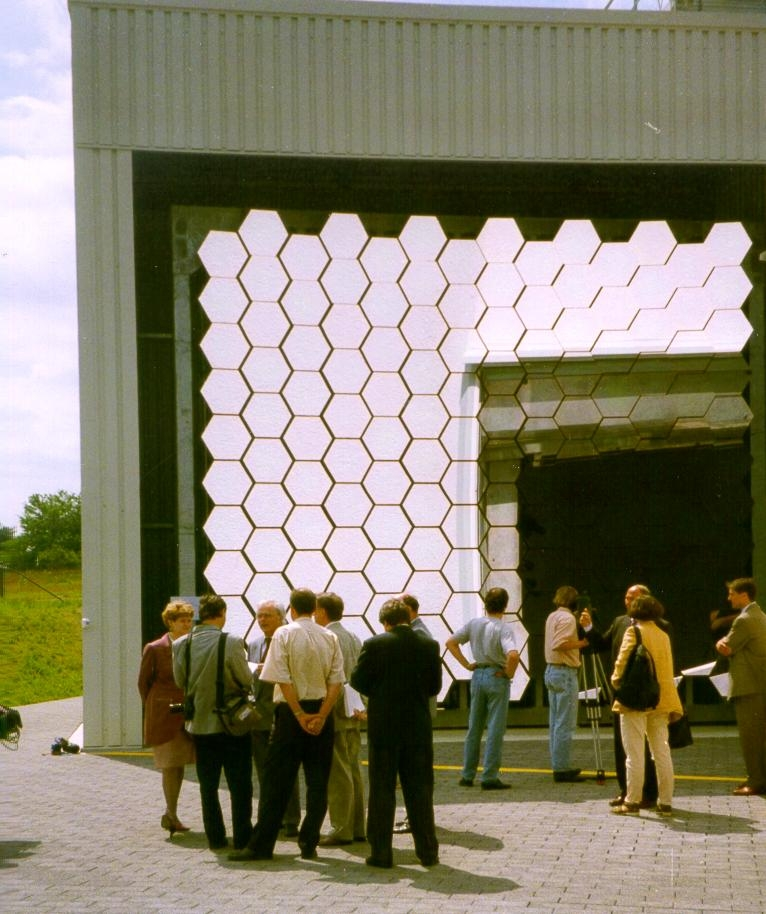
Sonnenofen des DLR Köln